# Axel Welin
Ernst Martin Axel Welin (10 novembre 1862 - 27 juillet 1951) est un inventeur et un industriel suédois. Il était marié à Agnes Welin (en) depuis 1889.
Axel Welin étudia à l'Institut royal de technologie à Stockholm de 1879 à 1884. Entre 1886 et 1888, Welin travailla comme concepteur d'armes pour Thorsten Nordenfelt à Londres. En 1889, il fonda sa propre société d'ingénierie, la Welin Davit & Engineering Company Ltd. Peu après, il conçut la célèbre culasse Welin.
Cependant, son principal intérêt était les bossoirs. Il inventa un bossoir amélioré pour descendre les bateaux à bord, un bossoir à quadrant pour les canots armés à couple qui est connu sous le nom de bossoir Welin. Le RMS Titanic était équipé de bossoirs Welin et après la catastrophe, la demande pour son produit explosa. Il reçut la médaille John-Scott de l'Institut Franklin en 1911. Il prit sa retraite en 1932 et retourna en Suède.
La société Welin Davit existe toujours sous le nom de Welin Lambie, elle est basée à Brierley Hill dans les Midlands de l'Ouest, au Royaume-Uni.